# Lee Mankyo
 (décembre 2020).
Yi Man-kyo (né en 1967, en hangeul 이만교) est un écrivain sud-coréen.

## Œuvre
Les récits de Yi Man-kyo sont riches en dialogues et en échanges de paroles entre les personnages. Les nombreuses péripéties que vivent les habitants des villes sont au centre de ses écrits, péripéties souvent liées à des problèmes sociaux importants ; cela n'empêche pas l'auteur de raconter ces événements parfois difficiles avec la plus grande légèreté. Dans son roman le plus populaire, Le mariage est une folie (Gyeolhoneun michin jisida), qui a été adapté en film, il fait intervenir un couple qui fuit l'hypocrisie du mariage, de la sexualité et de l'amour dans une conception moderne de la société. Un autre de ses romans, Veux-tu venir t'amuser à la maison de Meokko ? (Meokkone jibe nolleogallae) dépeint le quotidien d'une famille au milieu des années 1990 pendant la crise du FMI. L'honnêteté naïve du narrateur permet d'apporter une légèreté face à la gravité de la situation, un mélange de rires et de sourires, de moments légers, et de moments plus graves. 
Yi a ainsi affirmé que "Les objets, les personnes, ou les situations caractérisés par l'autorité, l'exclusivité ou la piété appellent à un désir de les mettre en lumière, de les faire rire, ou d'en faire un objet de dérision." En somme, ce qu'il critique dans ses récits, ce ne sont pas les conventions de la société, mais l'hypocrisie qui y règne. Selon lui, la beauté inhérente au mariage et à la vie de famille est mise à mal par la soif de pouvoir qui prend les apparences de quelque chose d'utile pour le bien de la communauté. Ainsi les enfants ont-ils un rôle central dans ses récits : l'hypocrisie qui règne dans le monde des adultes est rendue particulièrement pernicieuse quand elle touche directement les enfants.